# Katchafire
Katchafire is een zevenkoppige Nieuw-Zeelandse reggae-groep uit Hamilton, die volledig bestaat uit muzikanten van Maori-afkomst. De band begon als een Bob Marley-tributeband, waarna de band eigen nummers begon te schrijven. De naam van de band is gebaseerd op de titel van het album Catch A Fire dat Bob Marley en The Wailers in 1973 uitbrachten.

## Biografie
De band is in 1997 opgericht door Grenville Bell, die aanvankelijk alleen optrad als manager van de band waar zijn twee zonen, Logan en Jordan Bell, in zouden gaan spelen. Vader Grenville Bell is later alsnog aan de line-up toegevoegd toen hij de rol van leadgitarist op zich nam. De geschiedenis van de groep wordt gekenmerkt door een aantal verschuivingen in de bezetting.

## Successen
Van het debuutalbum Revival (2003) zijn meer dan 30.000 exemplaren verkocht, wat in Nieuw-Zeeland goed is voor dubbel platinum. In 2003 was de single Giddy Up al de bestverkochte single van het jaar in Nieuw-Zeeland. Het tweede studio-album Slow Burning bereikte platinum status.
Katchafire heeft verder gespeeld met bekende acts als The Wailers, Horace Andy, Gentleman, Third World, Alpha Blondy, Shaggy en Damian Marley. Behalve in eigen land heeft de band ook opgetreden in Groot-Brittannië en Europa, de VS, Australië, Fiji en Nieuw-Caledonië.

## Discografie

### Albums

#### Reguliere studio-albums
- 2003: Revival
- 2004: Slow Burning
- 2007: Say What You're Thinking
- 2011: On The Road Again

#### Speciale albums
- 2003: Revival (Bonus Version) (Bevat bonusnummers)
- 2005: Double Pack (Special Edition - bevat de albums Revival en Slow Burning)
- 2006: Homegrown Dub - 100% Remixed (Remix-album)
- 2006: Revival Remastered (Special Edition - Geremasterde versie van Revival)
- 2007: Party Pack (Singles-compilatie en live-CD)

### Singles
- 2002 - Giddy Up
- 2002 - Get Away
- 2002 - Who You With
- 2003 - Colour Me Life
- 2003 - Bounce
- 2003 - Seriously
- 2004 - Rude Girl
- 2005 - Hey Girl
- 2006 - Frisk Me Down
- 2007 - Say What You're Thinking

## Referentie
1. ↑  (en)  NZ Music Awards, Winners 2003.